# Alois Dirnberger
Alois Dirnberger (* 23. Dezember 1823 in Benediktbeuern; † 20. November 1897 in Miesbach) war ein deutscher Maler.

## Leben

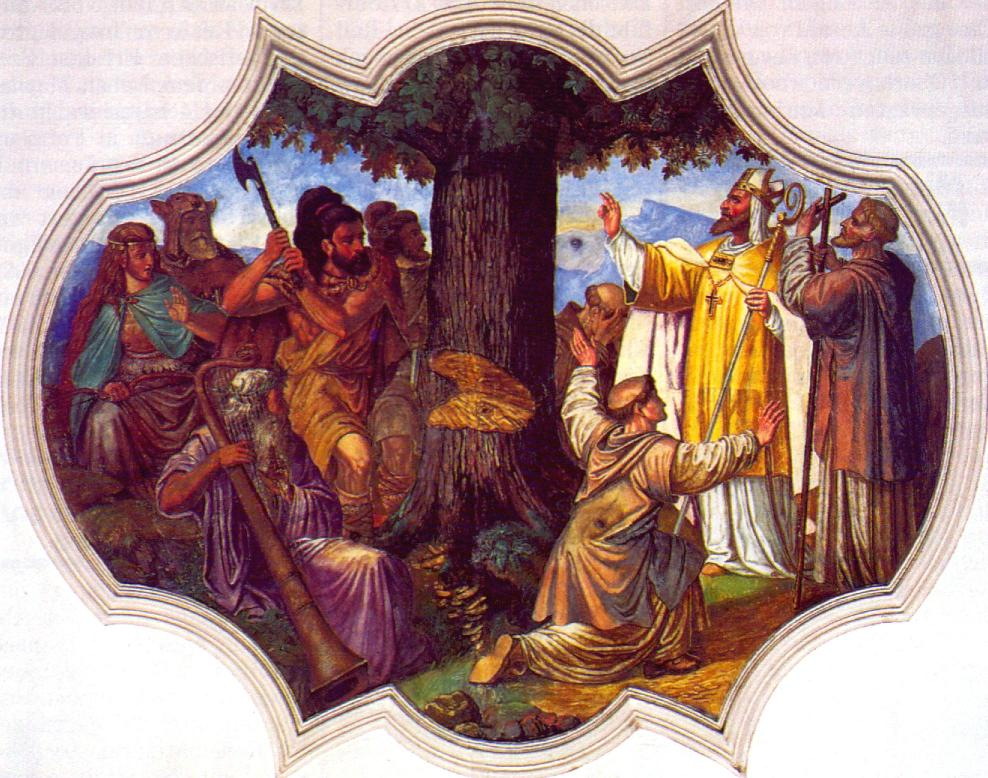
Bonifatius lässt die Donareiche fällen – Fresko in der Martinskirche in Westenhofen (Schliersee)

Der Sohn eines Glasarbeiters an der Fraunhofer’schen Glashütte wurde aufgrund seines Talents 1840 an die Akademie der Bildenden Künste München vermittelt. Er war hier Schüler von Wilhelm von Kaulbach und Karl Theodor von Piloty. In München heiratete er auch seine Frau Josepha Borghi, mit der er vier Söhne und drei Töchter hatte. Ab 1860 lebte er in Miesbach, wo er neben seiner freischaffenden Tätigkeit als Kunstmaler auch als Zeichenlehrer an der gewerblichen Fortbildungsschule (Vorläufer der heutigen Berufsschule) arbeitete.
Dirnberger malte in seinem neuen Heimatort die Stadtpfarrkirche Mariä Himmelfahrt (1865/66) und die Portiunkulakirche (1861/62) nach dem Vorbild der Münchner Ludwigskirche aus. In den folgenden Jahren folgten weitere Umgestaltungen, wie die Pfarrkirchen Parsberg und Unterdarching (Valley) und die Martinskirche in Westenhofen bei Schliersee. Weitere Aufträge in der Region folgten, dabei schuf er neben sakraler auch profane Wandmalereien wie im sogenannten Waitzingerkeller Miesbach (seit 1997 Kulturzentrum). Daneben betätigte sich Dirnberger als Porträtist, Genre- und Landschaftsmaler. In Fachkreisen anerkannt sind auch seine heute noch erhaltenen Schützenscheiben.
Nachdem viele seiner sakralen Wandmalereien dem späteren Zeitgeschmack wieder weichen mussten, zeugen hauptsächlich seine Gemälde und Schützenscheiben von seiner Kunstfertigkeit.
Alois Dirnberger soll auch Mitglied beim Geheimbund der Haberer gewesen sein, schuf er doch bedeutende Zeugnisse aus dem zu seinen Lebzeiten sehr aktiven ländlichen Femegericht.
In Miesbach wurde eine Straße nach ihm benannt.